# Caperonia rutenbergii
Caperonia rutenbergii är en törelväxtart som beskrevs av Johannes Müller Argoviensis. Caperonia rutenbergii ingår i släktet Caperonia och familjen törelväxter. Inga underarter finns listade i Catalogue of Life.